# 鄧文鏗
鄧文鏗，字德聲，福建沙縣人。明朝政治人物。
洪武十八年（1385年），鄧文鏗中三甲進士。授官任茂名縣知縣，因政績顯著升任刑部主事，累任僉都御史。其身在御史台，敢於直言并彈劾權貴。此後因事連坐，改任武昌府知府，又改知德安府。後轉任苑馬寺卿。宣德元年（1426年）致仕。《永安县志》有传。